# Jefferson C. Davis

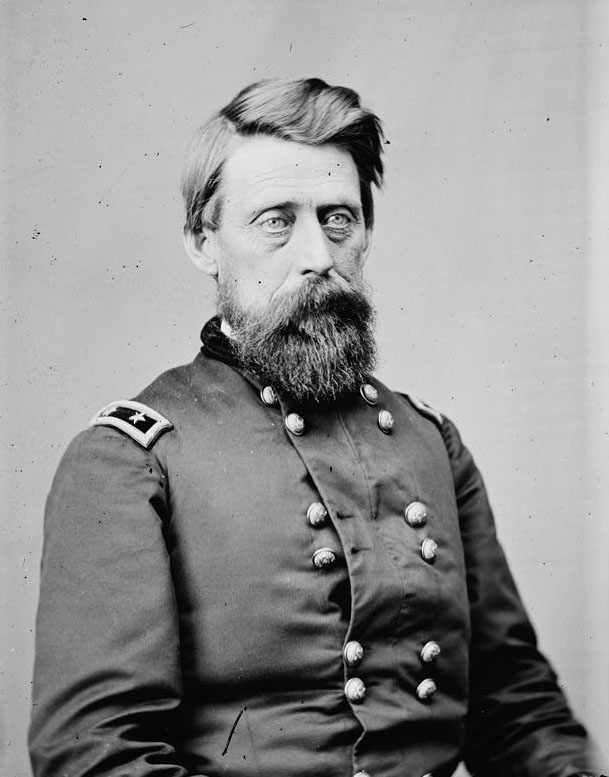
Jefferson Columbus Davis

Jefferson Columbus Davis (* 2. März 1828 in Clark County, Indiana; † 30. November 1879 in Chicago, Illinois) war Offizier des US-Heeres und ihm wurde während des Amerikanischen Bürgerkriegs der Brevet-Rang eines Generalmajors verliehen.

## Leben

### Frühe Karriere
Davis wurde 1828 wurde auf einer Farm in der Nähe von Memphis, Indiana, als Sohn von William Davis Jr. (1800–1879) und Mary Drummond (1801–1881) als ältestes von acht Kindern geboren. Sein Vater war Farmer aus Kentucky und zog,  wie viele andere, einschließlich des späteren Präsidenten Abraham Lincoln, mit seiner Familie als Siedler nach Indiana. Er wuchs in der Gegend von Clark County auf der Farm seines Vaters auf. Im Jahr 1846 begann Davis seine militärische Karriere während des mexikanischen Krieges als Soldat im 3. Indiana Regiments und nahm an der Schlacht von Buena Vista teil. Danach wurde er im Oktober 1848 zum Leutnant im 1. Artillerieregiment in Fort McHenry außerhalb von Baltimore ernannt. Später verlegte er mit seinem Regiment nach Süden nach Fort Washington, Maryland und an die Grenze des Mississippi. Er wurde im Februar 1852 zum Oberleutnant befördert und zum Dienst in Fort Monroe in Virginia versetzt. 1857 war er wieder in Fort McHenry stationiert und verlegte 1858 nach Florida. Im Sommer 1858 erhielt er Befehl zur Transfer nach Fort Moultrie nahe von Charleston. 1858 wurde er zum Dienst in der Garnison von Fort Sumter eingeteilt, wo er auch am 12. April 1861 diente, als die Konföderierten ihre 34-stündige Bombardierung begannen. Um 1860 heiratete er Marietta Woodson Athon aus Indianapolis, einer Tochter von Dr. James S. Athon (1811–1875), das Paar hatte keine Kinder, adoptierten aber eine Nichte, Ida Davis.

### Im Bürgerkrieg
Im Mai 1861 wurde er zum Captain befördert und übernahm das Kommando über das 22. Indiana Volunteer-Regiment. Im August wurde er Oberst beim 22. Infanterieregiment von Indiana und nahm unter Nathaniel Lyon an der Schlacht am Wilson’s Creek teil.
Ende August 1861 sollte Davis den Befehlshaber der Streitkräfte im Nordwesten von Missouri zu ersetzen. General Fremont hatte Bedenken, dass die von den Generälen
Benjamin McCulloch und Sterling Price kommandierten konföderierten Truppen St. Louis als potenzielles Angriffsziel ins Auge fassen könnten. Davis Hauptquartier lag in Jefferson City und war von etwa 16.000 Konföderierten bedroht. Sein Kommando wuchs schnell, anfangs 12.000 und Anfang September bereits 18.000, dann 20.000 Mann bis Ende des Monats. Zunächst verbrachte Davis die Zeit damit, Befestigungen zu bauen, um mögliche Angriffe auf die Hauptstadt abzuwehren. Nachdem sein Verteidigungsplan abgeschlossen war, plante er eine Offensivkampagne, aber ihm wurde jegliche Aktion verweigert. Dieser Umstand hatte für die Union dazu beigetragen, dass die Schlacht von Lexington verloren ging. Im Dezember 1861 wurde er zum Brigadegeneral der Freiwilligen-Armee befördert und übernahm das Kommando der 3. Division, die Teil der Army of the des South Western war. Er verfolgte die konföderierten Truppen durch Süd-Missouri und zwang den Gegner zum Rückzug nach Arkansas. Er befehligte am 7. und 8. März 1862 unter General Curtis die 3. Division in der Schlacht am Pea Ridge. Dann kommandierte er unter Halleck die 4. Division bei der Belagerung von Corinth. Am 12. August 1862 wurde er der Armee von Mississippi unter Rosecrans zugeteilt, der General Davis 20-tägige  Rekonvaleszenz zuerkannte. Davis erklärte: „Nach einundzwanzig Monaten mühsamen Dienstes ... bin ich durch körperliche Schwäche und Erschöpfung gezwungen, um ein paar Wochen Pause vom Dienst zu bitten ...“.  Während Davis nach Indiana ging, um sich zu erholen, wurde die militärische Lage in Kentucky bedrohlich. Im August waren zwei konföderierte Armeen unter  Kirby Smith und General Braxton Bragg in Kentucky eingebrochen. Am 23. August besiegte die konföderierte Kavallerie die Unionstruppen in der Schlacht von Big Hill. Am 29. August 1862 trafen Teile von Kirby-Smiths Armee auf gleich starke Kräfte unter General Nelson, die zwischen 6.000 und 7.000 Mann zählten. Die Schlacht von Richmond  am 30. August war in jeder Hinsicht ein überwältigender Sieg der Konföderierten: Im Vergleich zu den 750 Opfern der Konföderierten gab es mehr als 5.000 Mann an Verluste bei der Union, zudem ging beträchtlicher Boden verloren, einschließlich Richmond und die Landeshauptstadt Frankfort. Zudem wurde Brigadegeneral Mahlon D. Manson gefangen genommen, General Nelson der am Hals verletzt war, wurde gezwungen sich nach Louisville zurückzuziehen.

### Ermordung General Nelsons
Am 18. September meldete sich Davis bei General Wright in dessen Hauptquartier in Cincinnati um seine Dienste anzubieten. Wright befahl Davis, sich bei General William Nelson zu melden. Davis hatte sich so weit erholt, dass er wieder das Kommando über die Streitkräfte übernehmen konnte, die sich gegen die Bedrohung der Konföderierten vor Louisville versammelten. Am 22. September traf er in Galt House ein, wo General Don Carlos Buell und Nelson ihr Hauptquartier eingerichtet hatten. Der Tag begann, wie an anderen Morgen, mit dem Treffen der militärischen und zivilen Führer. Nelson befahl Davis, die Organisation und Bewaffnung der Bürger von Louisville zu übernehmen, um sich auf die Verteidigung vorzubereiten. Als Davis zurückkehrte, kamen die beiden in Konflikt. Als Nelson weitere Fragen stellte und nur kurze Antworten erhielt, von denen Davis zudem keine Einzelheiten nannte, wurde Nelson wütend. General James B. Fry, der als enger Freund von Davis beschrieben wurde, war anwesend und schrieb später einen Bericht über folgende Ereignisse: Davis stand auf und bemerkte auf kühle Weise: „General Nelson, ich bin ein regulärer Soldat, und ich fordere die Behandlung, die mir als Offizier gebührt.“ Davis trat dann zur Tür des Zimmers des ärztlichen Direktors, beide Türen standen offen ... und sagte: „Doktor Irwin, ich möchte, dass Sie Zeuge dieses Gesprächs sind.“ Zur gleichen Zeit sagte Nelson: „Ja, Doktor, ich möchte, dass Sie sich daran erinnern.“ Davis sagte dann zu Nelson: „Ich fordere von Ihnen die Höflichkeit aufgrund meines Ranges.“ Nelson antwortete: „Ich werde Dich so behandeln, wie du es verdienst. Du hast mich enttäuscht; du warst dem Vertrauen, das ich dir entgegengebracht habe nicht würdig und ich werde dich sofort entlassen. Du bist hiermit vom Dienst befreit und kannst nach Cincinnati zurückfahren.“ Davis machte sich auf den Weg nach Cincinnati und meldete sich innerhalb weniger Tage bei General Wright.
Davis kam am Sonntag, dem 28. September, am Nachmittag wieder in Louisville an und meldete sich früh am nächsten Morgen im Galt House. Kurze Zeit später betrat Nelson das Hotel und ging zur Rezeption. Davis trat an Nelson heran und forderte eine Entschuldigung, doch Nelson lehnte brüskiert ab. Davis warf Nelson ein Papierbündel ins Gesicht und wollte diesen öffentlich konfrontieren, womit dessen Respektlosigkeit bezeugt würde. Was Davis nicht einkalkuliert hatte, war Nelsons Reaktion, alles geriet außer Kontrolle. Denn Nelson schlug Davis mit der Handfläche ins Gesicht und verließ darauf schnell das Zimmer. Der erregte Davis besorgte sich eine Pistole und erschoss Nelson auf kürzeste Reichweite. Die Kugel traf Nelson mitten in die Brust und verletzte ihn tödlich. Nelson hatte noch die Kraft, die Hoteltreppe zu erreichen und eine Etage zu erklimmen, bevor er zusammenbrach. General Fry, ein enger Freund von Davis, war anwesend und beschrieb später die Ereignisse rund um den Tod von Nelson. Eine Menschenmenge versammelte sich am Tatort und trug Nelsons Leiche in einen Raum, um ihn auf den Boden zu legen. Davis floh nicht, er wurde von Fry sporadisch in Militärhaft genommen und in einen oberen Raum im Galt House inhaftiert. General William R. Terrill wollte Davis für die Tat an Ort und Stelle hängen sehen und auch Buell betrachte die Aktionen als „grobe Verletzung der militärischen Disziplin“. Nach den militärischen Vorschriften musste der Angeklagte innerhalb von 45 Tagen nach seiner Festnahme offiziell angeklagt werden, was aber nicht erfolgte. Durch die Bemühungen des Gouverneurs von Indiana, Oliver P. Morton, blieb Davis ungestraft und kehrte zurück zum aktiven Dienst. Auch Generalmajor Horatio G. Wright kam Davis zu Hilfe, indem er seine Freilassung sicherstellte und ihn wieder in Dienst nahm. Er vermied die Verurteilung wegen Mordes, da erfahrene Feldkommandanten in der Unionsarmee benötigt wurden. Davis wurde schon am 13. Oktober 1862 aus der Haft entlassen. Fry erklärte in seinem Tagebuch von Wrights Kommentaren: Davis appellierte an mich und ich teilte ihm mit, dass er sich nicht länger als verhaftet betrachten sollte. Ich war zufrieden, dass Davis in der unglücklichen Angelegenheit nur in der Defensive handelte, und ich nahm an, dass Buell sehr ähnliche Ansichten vertrat.

### Korpskommandant unter Sherman
Er erhielt die Führung einer Division des XIV. Korps unter General Thomas und kämpfte in der Schlachten am Stones River, Chickamauga und am Missionary Ridge. Bei Shermans Atlanta-Kampagne zeichnete sich unter dem Befehl von General John M. Palmer am 27. Juni 1864 in der Schlacht am Kennesaw Mountain (Marietta) derart aus, dass er am 8. August 1864 seine Beförderung zum Generalmajor der Freiwilligen erhielt und dann während der Atlanta-Kampagne zum Kommandeur des XIV. Korps ernannt wurde. Während des Marsches zum Meer haben Davis´ Aktionen beim Übergang des Ebenezer Creek und seine Rücksichtslosigkeit gegenüber ehemaligen Sklaven dazu geführt, dass sein Andenken durch Kontroversen getrübt wurde. Als Shermans Armee am 9. Dezember 1864 in Richtung Savannah (Georgia) vorrückte, befahl Davis, eine Pontonbrücke zu entfernen, bevor die afroamerikanischen Flüchtlinge, die seinem Korps folgten, den Bach überqueren konnten. Mehrere hundert wurden von der konföderierten Kavallerie gefangen genommen oder ertranken im Bach. Während seine Truppen in der Schlacht bei Bentonville involviert waren, erhielt Davis am 20. März 1865 seine Beförderung zum Brigadegeneral der regulären Armee.

### Nach dem Bürgerkrieg
Nach dem Krieg setzte Davis seinen Dienst bei der regulären Armee fort und wurde im Juli 1866 als Oberst des 23. Infanterieregiments eingesetzt. Er wurde am 29. Oktober 1867 zum ersten Kommandeur des Departements Alaska ernannt und errichtete sein Hauptquartier in Fort Sitka, von wo er vom 18. März 1868 bis 1. Juni 1870 kommandierte. Davis wurde nochmals öffentlich bekannt, als er während des Krieges von 1872 bis 1873 mit dem Indianervolk der Modoc das Kommando über die US-Streitkräfte in Kalifornien und Oregon übernahm, nachdem General Edward Canby und Reverend Eleazer Thomas während der Friedensgespräche ermordet worden waren. Davis’ Anwesenheit auf dem Feld stellte das Vertrauen der Soldaten nach ihren jüngsten Rückschlägen gegen die Modoc wieder her. Sein Feldzug führte zur Schlacht am Dry Lake (10. Mai 1873) und schließlich zur Kapitulation der bekannten Modoc-Anführer Hooker Jim und Captain Jack. Während des Generalstreiks von St. Louis 1877 befehligte er 300 Mann und zwei Gatling-Kanonen, welche die St. Louis Commune in wenigen Tagen vernichteten. Davis starb 1879 in Chicago und wurde auf dem Crown Hill Cemetery in Indianapolis beigesetzt.